# سیالیک اسید
اسید سیالیک (sialic acid) نامی است که به طور کلی به یک خانواده مشتق شده از نورامینیک اسید اختصاص یافته است. یک اسید کربوهیدراتی که ساختار اصلی آن نه کربن دارد با فرمول C11H19NO9. همچنین نام اغلب اجزای معمول این گروه یعنی N-استیل نورامینیک اسید (Neo5 Acin یا NANA) است.
سیالیک اسید از تراکم فسفوانول پیرویک اسید با N_استیل مانوز آمین فسفات تشکیل شده است.
سیالیک اسید به طور گسترده در بافت‌های جانوری تشکیل و توزیع شده است و در دیگر ارگانیسم‌ها کمتر یافت می‌شود، اعم از مخمر قارچ‌ها و باکتری‌ها و اغلب در گلیکوپروتئین‌ها و گانگلیوزیدها (آنها در انتهای زنجیره های کربوهیدراتی متصل به سطح سلول‌ها و یا پروتئین‌های محلول واقع شده‌اند.) وجود دارد. این چنین به نظر می‌رسد که در سیر تکاملی دیرتر تشکیل شده‌اند. با این حال در رویان دروزوفیلا و دیگر حشرات و کپسول پلی‌ساکاریدی برخی از نژاد های باکتری‌ها دیده شده است. به طور کلی گیاهان، سیالیک اسید را تولید و ذخیره نمی‌کنند.